# Tiffany Cohen
Tiffany Lisa Cohen (Culver City, 11 giugno 1966) è un'ex nuotatrice statunitense.
Specializzata nello stile libero ha vinto due medaglie d'oro ai Giochi olimpici di Los Angeles 1984: nei 400 m e negli 800 m sl.
È una dei Membri dell'International Swimming Hall of Fame.

## Palmarès
- Olimpiadi

Los Angeles 1984: oro nei 400m e 800m sl.
- Mondiali

1982 - Guayaquil: bronzo nei 400m sl.
- Giochi panamericani

1983 - Caracas: oro nei 400m e 800m sl.

## Riconoscimenti
- American Swimmer of the Year: 1983